# Gar el Hama V
Gar el Hama V er en dansk stumfilm fra 1918, der er instrueret af Robert Dinesen efter manuskript af Peter Nielsen. Filmen er den femte og sidste Gar el Hama-film med Aage Hertel i hovedrollen.

## Handling
Denne artikel mangler et handlingsreferat. Hjælp os med at skrive det.

## Medvirkende
- Aage Hertel - Gar el Hama
- Anton de Verdier - Bankier E. Stevens
- Ingeborg Bruhn Bertelsen - Ellinor, bankierens datter
- Svend Melsing - Andor Tremonie, læge, Ellinors forlovede
- Gerhard Jessen - Mr. Gee, detektiv
- Agnes Andersen